# Utbildning i Österrike
Utbildning i Österrike omfattar undervisningsplikt. I Österrike finns inte skolplikt utan undervisningsplikt. Det betyder att alla barn som den 31 augusti ett kalenderår fyllt 6 år blir undervisningspliktiga den 1 september samma år.

## Skolformer

### Barnträdgård och förskola
Kindergarten ("barnträdgård") är frivilligt, och finns för barn i åldrarna 3-6 år. Det är numera en blandning av daghem och förskola. Vissa av 5-åringarnas föräldrar skickar sina barn till ett års förskola.

### Folkskola
Folkskolan i Österrike omfattar årskurserna 1-4. Man börjar i grundskola det år man fyller 6 år om man är född före 31 augusti, annars går man ett år till i förskola. Folkskolan slutar det år man fyller 10/11 år. Sedan väljer man:

### Gymnasium
Gymnasium går man från det år man fyller 10 till det år man fyller 18. Sedan kan man ta examen och fortsätta på universitet.

### Hauptschule
Hauptschule går man från det år man fyller 10 till det år man fyller 14. Sedan kan man gå på yrkesskola eller diverse fack- och handelsskola. Det är obligatoriskt i ett år om man inte går gymnasiet, eftersom skolplikten upphör i 18-årsldern.

### Realskola
I Österrike kom 1805 ett skolpolitiskt beslut, där realskolan för första gången rankades. Den var då 3-årig, och för utbildning inom handel. 1849 blev den en allmän 6-årig. 1868 blev realskolan i Österrike utan latin, men med moderna främmande språk. Den blev sedan 7-årig, och 1927 8-årig. 1962 blev den "realgymnasium", ett alternativt till humanistiskt gymnasium.

### Särskola
Särskola ("Sonderschule") finns för handikappade barn i skolpliktig ålder.

### Yrkesskola
Yrkesskola kan man välja efter Hauptschule.

## Historia
För länge sedan i Österrike fanns nästan bara skola för rika. Detta ändrades något 1774, då undervisningsplikt infördes i Österrike av Maria Theresia. Den var då 6-årig, och de flesta gick i folkskola. 1869 kom en riksfolkskollag, och folkskolan blev på vissa håll 8-årig. 1927 blev Hauptschule obligatorisk för 10-14-åringar som inte gick i högre skolor, och Hauptschule ersatte då Bürgerschile. 1962 utökades undervisningsplikten i Österrike till att bli 9-årig, och upphör numera alltså i 15-årsåldern.
Österrike hade 1774-1962 ett parallellskolsystem med två vägar. Efter fyra års folkskola valde barnen och föräldrarna skolform. De flesta, ungefär 90 %, fortsatte i 2-4 år i Hauptschule som var en påbyggnad på folkskolan. I Hauptschule delade man upp eleverba i A-grupp, som efteråt gick till fyraårig yrkesskola, och B-grupp, som gick i skolan ett år längre än A-gruppen innan. Några få fortsatte efter folkskolan i 11-årsåldern till "Allgemeinbildende Höhere Schulen" ("AHS"), även kallat "gymnasium", som förberedde för universitet, och valde där bland annat kurser. Många tyckte det var för tidigt att välja skolform i 10-årsåldern. Ofta gick rika i gymnasiet, medan barn på landsbygd och övriga stadsbarn gick i Hauptschule. 1962 års skollag kräver att alla statliga skolor står öppna för alla oavsett födelseplats, kön, ras, status, samhällsklass, språk eller religion. Fortfarande är Österrikes primär- och sekundärutbildning baserad på parallellskolsystemet, men efter flera reformer under 1970-talet och 1980-talet delas 10-14-åringarna inte längre in i A-grupp eller B-grupp i Hauptschule.